# 般咸道官立小學

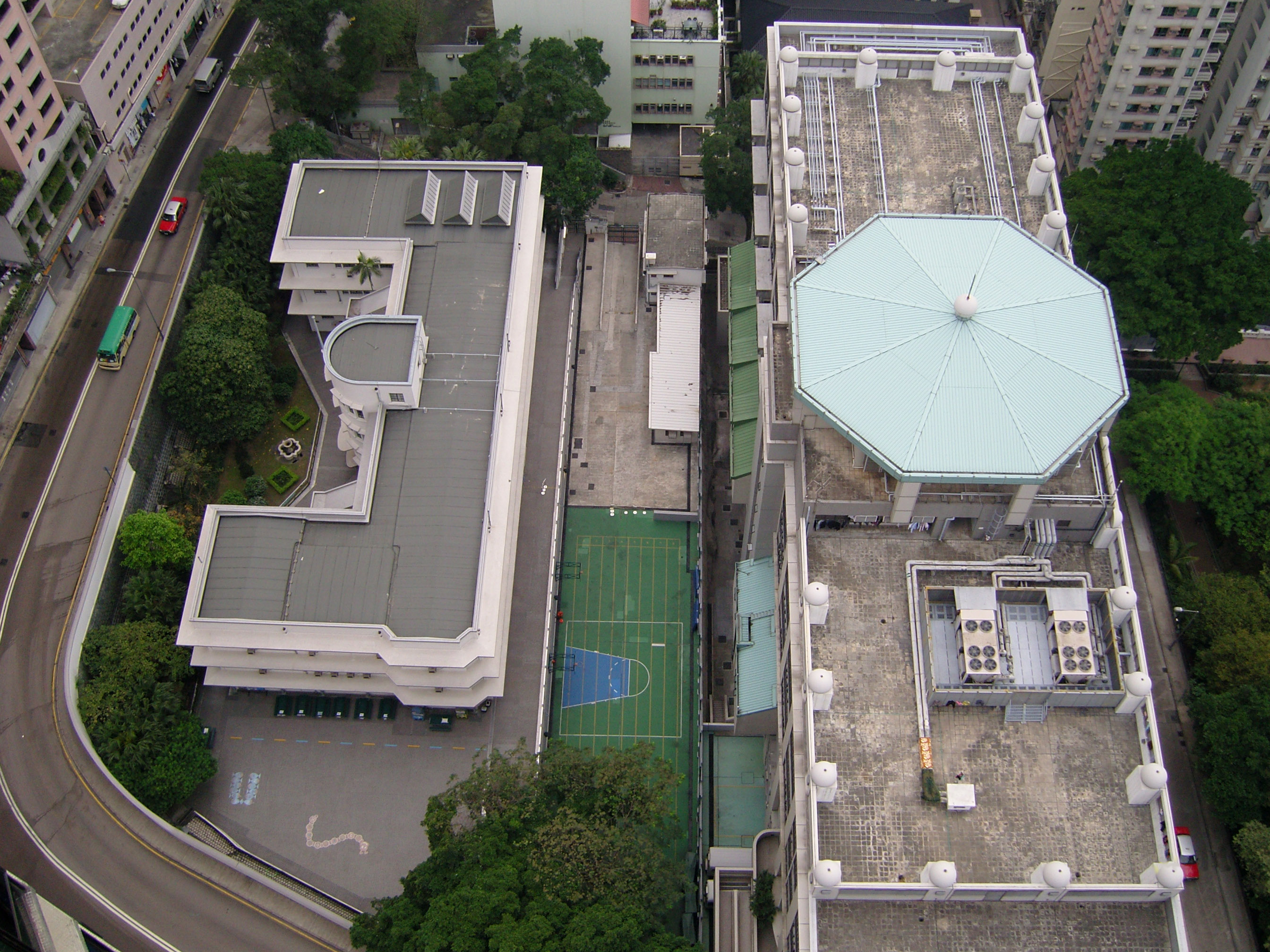
鳥瞰般咸道官立小學（圖左）

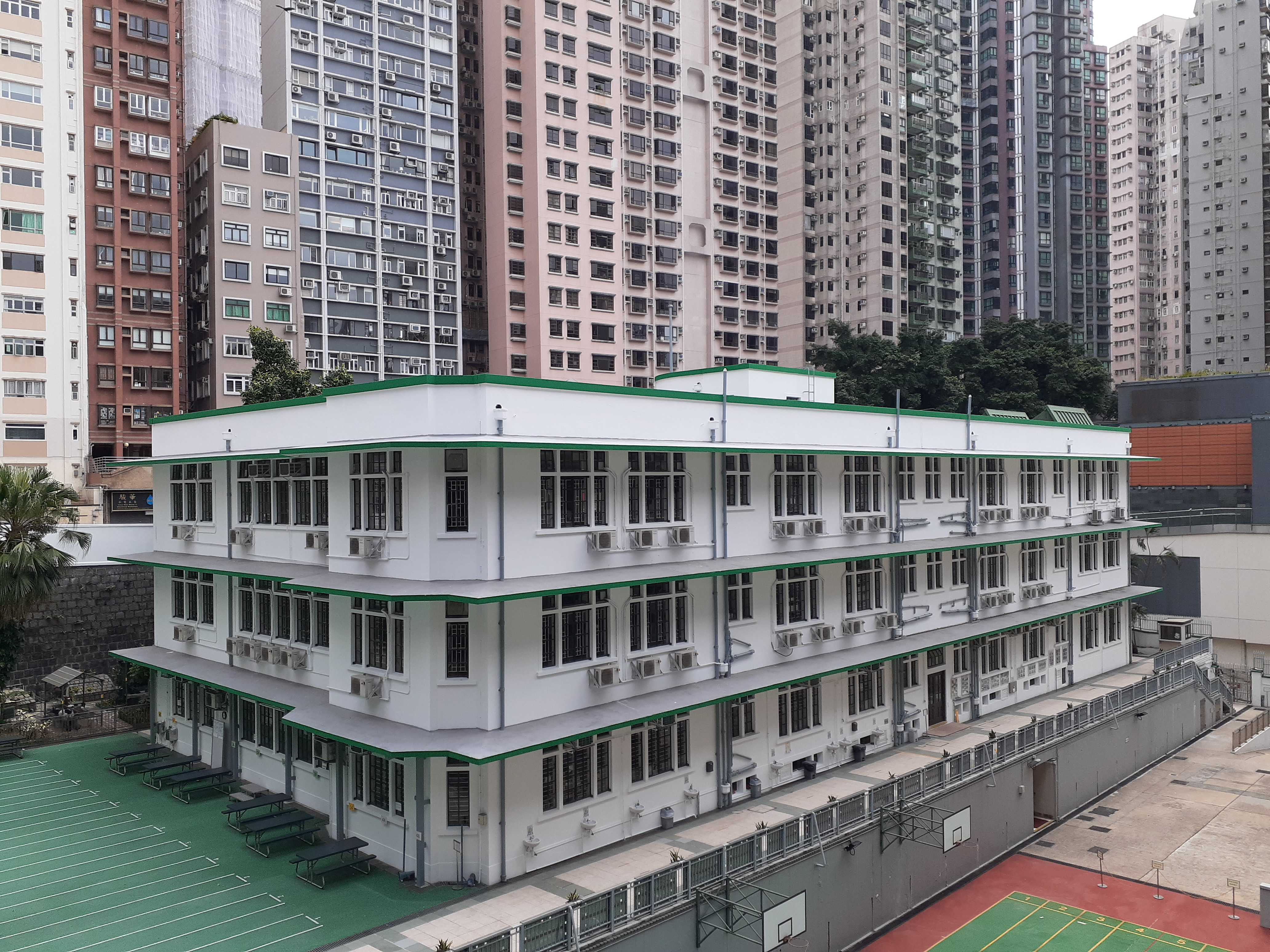
般咸道官立小學背面

般咸道官立小學（簡稱般官，簡稱 ）是香港的一間官立男女小學，位於香港學校網11區。前身為李陞小學下午校，於2000年1月25日遷至現址並改行全日制，並成立「般咸道官立小學」。校舍毗鄰港鐵西營盤站般咸道C出入口，校舍前身曾作為曰字樓女館、拔萃男書室、聯合書院及羅富國教育學院第二分校，現為中西區文物徑及孫中山史蹟徑景點。2021年7月成為香港法定古蹟。

## 校政管理
歷任校監
- 伍國全 先生[2]
- 陳妙如 女士

歷任校長
- 易嘉怡 女士[2]
- 萬麗英 女士
- 李明佳 先生

歷任副校長
- 趙麗萍 女士
- 陳曉虹 女士

## 歷史
般咸道官立小學原址前身為曰字樓女館、拔萃男書室的校舍（1860年至1926年期間），孫中山曾在1883年在該校就讀，但在翌年轉校到中央書院就讀。其後於1940至1941年，校舍改建為羅富國師範學院，是香港第一間專門培訓教師的院校，校舍能容納100名學生，並設有體育館、實驗室、家政、音樂、美術、地理室等設施。
校舍於1941年4月落成，同月23日下午五點由時任港督羅富國揭幕。日本佔領香港期間，學校被迫關閉，校舍被用作日本憲兵部，主樓被用作審訊犯人之用，體育館被改成為馬棚。戰後校舍於1946年3月回復師範學院用途，由於教師培訓需求急增，羅富國師範學院於1962年遷往薄扶林沙宣道新址，舊校舍則改作香港中文大學聯合書院校舍，直到1971年聯合書院遷至沙田，般咸道校舍重新交回羅富國教育學院並成為其中一個附屬校舍。1994年，羅富國教育學院與其他五間教育學院合併為香港教育學院並改稱香港教育大學，並於1997年10月遷往大埔現址。
及後教育局翻新該校舍成為李陞小學下午校（該校上午校校址於西營盤高街），2000年1月25日更名為般咸道官立小學並成為全日制日校。

### 建築特色
建築物於2021年7月16日根據香港政府刊憲被列作法定古蹟主樓為樓高三層之混凝土建築，呈E字型佈局，為摩登流線型建築典型例子；由建築師William Arthur Cornell與時任羅富國師範學院校長Thomas Richmond Rowell設計。
面向般咸道的弧形外牆連中央旋轉樓梯為建築特色之一，旋轉樓梯之外牆窗戶逐級向上延伸，主樓弧形外牆前面有花崗石噴泉；而主樓內木門、木框或鋼框窗戶及其小五金、意大利批盪作飾面之地磚，以至木地板至今保存得十分良好。
主樓樓頂有採光天窗，地庫設有兩個防空洞，各有氣閘（即現在該校之圖書館和活動室），而該設計在香港現存的歷史建築中頗為罕見。另外校內旋轉樓梯中間為傅科擺單擺裝置（該裝置證明地球自轉），為校舍興建時與旋轉樓梯一併考慮之設計，為至今仍保存的其中一件校內文物。

## 架構
- 學校管理委員會

由八人組成，包括校長、教育局代表、教師代表、家長代表、社會人士代表。教職員共分作五組管理：
- - 校務組
  - 課程教務及資訊科技組
  - 活動及學生事務組
  - 訓輔及學生支援組
  - 學校發展及對外聯繫組
- 家長教師會
- 舊生會：般咸之友
- 顧問醫生：譚一翔

## 聯繫中學
- 英皇書院
- 庇理羅士女子中學
- 金文泰中學
- 鄧肇堅維多利亞官立中學

## 科目
小一至小六：
- 中文
- 英文
- 數學
- 常識
- 普通話
- 視覺藝術
- 音樂
- 體育
- 資訊科技
- 閱讀

## 學生課餘活動
- 旅行
- 參觀
- 學藝班
- 節日聯歡
- 陸運會
- 綜藝匯演
- 宿營
  - 領袖生訓練營(三日兩夜)
  - 小六畢業營(三日兩夜)
  - 小六中國交流團(兩日一夜)
- 服務
  - 須面試/經過選拔
    - 領袖生
      - A, B, C隊[6]

  - 老師選定
    - 環保大使
    - 班長
    - 大哥哥大姊姊
    - 義工
    - 校園大使
    - 小老師
    - 圖書館服務員
    - 活動室助理
      - 電腦室助理
      - 視藝室助理
      - 音樂室助理

## 校歌
百年使命 薪火相傳 千禧啟新頁

宏偉校舍 青蔥草木 半山建校園

五育並重 均衡發展 敬業樂群 是我校訓

啟發思考 與時並進 探索真理盡本分

鞏固根基 明天報社群

（曲詞：前校長易嘉怡）

## 著名／傑出校友
- 游達華: 美國路易斯安那州傳染病學醫生 (2000年第一屆畢業)
- 陳蔚琦：前香港女歌手 (2006年畢業)
- 馬詠茹：前香港女子單車運動員 (2009年畢業)
- 黃澤林：香港網球運動員（2016年畢業）

## 外部連結
- 官方网站

22°17′04″N 114°08′38″E / 22.28453°N 114.143931°E